# Ich bin ein Pilgrim auf der Welt
Ich bin ein Pilgrim auf der Welt (in tedesco, "Sono un pellegrino nel mondo") BWV Anh 190 è una cantata di Johann Sebastian Bach.

## Storia
Pochissime le informazioni che si hanno su questa cantata. Composta per il Lunedì dell'Angelo, l'opera si basava su testo di Christian Friedrich Henrici. La prima esecuzione ebbe luogo a Lipsia il 18 aprile 1729.
La musica di questa cantata è andata quasi completamente perduta.